# Cinema (álbum)
Cinema es un álbum de estudio del artista belga-argentino Bhavi. Fue lanzado el 26 de marzo de 2021 bajo la discográfica Sony Music Argentina.

## Lanzamiento y recepción
El álbum contó con 17 temas, y las colaboraciones de Pi'erre Bourne, DrefQuila, Louta, Ca7riel, GoldLink, y la producción fue completamente realizada por Halpe. Los sencillos promocionales del disco fueron «Espejismos» con Cazzu, «Ya no saben» con YSY A y Neo Pistea, «Que pasó?» junto a Khea y «Esto es así» con Alemán. El disco fue presentado en el Teatro Broadway de Buenos Aires y Teatro El Círculo de Rosario.
Página/12 destacó su lanzamiento como tendencia semanal en Argentina, junto a publicaciones de proyectos artísticos como Sky Rojo. La prensa describió el proyecto con sonidos "adictivos" y el artista lo describió como una "obra maestra". El disco recibió más de 80 millones de reproducciones en Spotify, a lo largo de tres años.

## Lista de canciones
Tracklist de CINEMA
Todas las letras escritas por Indra Buchmann Tiribelli.
| Cinema |                                        |          |  |
| N.º    | Título                                 | Duración |  |
| 1.     | «2X1»                                  | 1:22     |  |
| 2.     | «Cinema» (con Pi'erre Bourne)          | 3:04     |  |
| 3.     | «Charts N Charts»                      | 2:08     |  |
| 4.     | «Piel de gallina» (con GoldLink)       | 3:08     |  |
| 5.     | «Hijo único»                           | 2:36     |  |
| 6.     | «Que pasó?» (con Khea)                 | 3:53     |  |
| 7.     | «Espejismos» (con Cazzu)               | 2:52     |  |
| 8.     | «Interludio I»                         | 0:42     |  |
| 9.     | «Para»                                 | 2:16     |  |
| 10.    | «Esto es así» (con Alemán)             | 2:29     |  |
| 11.    | «Ya no saben» (con YSY A y Neo Pistea) | 3:11     |  |
| 12.    | «Interludio II»                        | 0:41     |  |
| 13.    | «Funcionar» (con DrefQuila)            | 3:45     |  |
| 14.    | «La mirada» (con Louta)                | 3:36     |  |
| 15.    | «Te sentí»                             | 3:38     |  |
| 16.    | «Edén» (con Ca7riel)                   | 2:59     |  |
| 17.    | «Tranca Uacho»                         | 1:50     |  |
| 44:18  |                                        |          |  |